# Getulio Vaca Diez
Getulio Joaquín Vaca Diez Parada (Santa Cruz de la Sierra, 24 de outubro de 1984) é um futebolista profissional boliviano que atua como meia.

## Carreira
Getulio Vaca Diez se profissionalizou no  Guabirá.

## Seleção
Getulio Vaca Diez integrou a Seleção Boliviana de Futebol na Copa América de 2004.